# Omphax rhodampyx
Omphax rhodampyx là một loài bướm đêm trong họ Geometridae.